# کلمبین والی (کلرادو)
کلمبین والی (به انگلیسی: Columbine Valley) شهری در ایالت کلرادو کشور ایالات متحده آمریکا است که جمعیت آن در سرشماری سال ۲۰۱۰ میلادی، ۱٬۲۵۶ نفر بوده‌است.